# Streptocarpus perrieri
Streptocarpus perrieri är en tvåhjärtbladig växtart som beskrevs av Jean-Henri Humbert. Streptocarpus perrieri ingår i släktet Streptocarpus och familjen Gesneriaceae. Inga underarter finns listade i Catalogue of Life.